# Gunnar Seidenfaden
Gunnar Seidenfaden, född den 24 februari 1908, död den 9 februari 2001, var en dansk diplomat och botaniker specialiserad på sydasiatiska orkidéer. Han var Danmarks ambassadör i Thailand mellan 1955 och 1959 samt i Sovjetunionen mellan 1959 och 1961.
Seidenfaden har fått släktena Seidenfadenia, Seidenfadeniella, Seidenfia, Gunnarella, Gunnarorchis och Fadenia uppkallade efter sig.
Auktorsnamnet Seidenf. kan användas för Gunnar Seidenfaden i samband med ett vetenskapligt namn inom botaniken; se Wikipediaartiklar som länkar till auktorsnamnet.
Gunnar Seidenfaden var bror till Erik Seidenfaden.